# 穿鞘菝葜
穿鞘菝葜（学名：Smilax perfoliata）为百合科菝葜属下的一个种。

## 扩展阅读
- 維基物種上的相關：穿鞘菝葜